# Keith Richards
Keith Richards (Dartford, Kent, 1943. december 18.) angol gitáros, zeneszerző, énekes.

## Életpályája
Szülei: Bert és Doris Richards. Tanulmányait a Sidcup Művészeti Főiskolán végezte el.
1963-ban lépett be a The Rolling Stones együttesbe. Zeneszerző barátjával, a Stones énekesével, Mick Jaggerrel több száz számot írtak és vettek fel. 2003-ban a Rolling Stone magazin „A világ 100 legjobb gitárosa” című számában 10.-nek választotta meg. A zenekar mindig is oszlopos tagjaként megkapta a The Rolling Stones másodszámú vezetője címet. Jellemzőjévé vált a folytonos kábítószerhasználat, ami jelentős hatással volt életére, külsejére és zenéire, például a „Honky Tonk Women”-re.
Zenei tehetségén kívül színészi tehetségét is megmutatta A Karib-tenger Kalózai harmadik részében, ahol Jack Sparrow (Johnny Depp) apját, vagyis a „kalóz-törvény” őrét játszotta.

## Magánélete
Élettársa 1967–1980 között Anita Pallenberg színésznő volt, akitől 3 gyermeke született (Marlon Richards, Angela (Dandelion) és Tara Richards, utóbbi csecsemőkorában meghalt). 1983-ban Patti Hansen fotómodellt és színésznőt vette feleségül. 2 gyermekük született.

## Lemezei
- The Last Time, (I Can't Get No) Satisfaction (1965)
- Hail! Hail! Rock'n'Roll (Chuck Berryvel, 1987)
- Talk is cheap (1988)
- Main Offender (1992)
- Live at the Hollywood Palladium (1992)

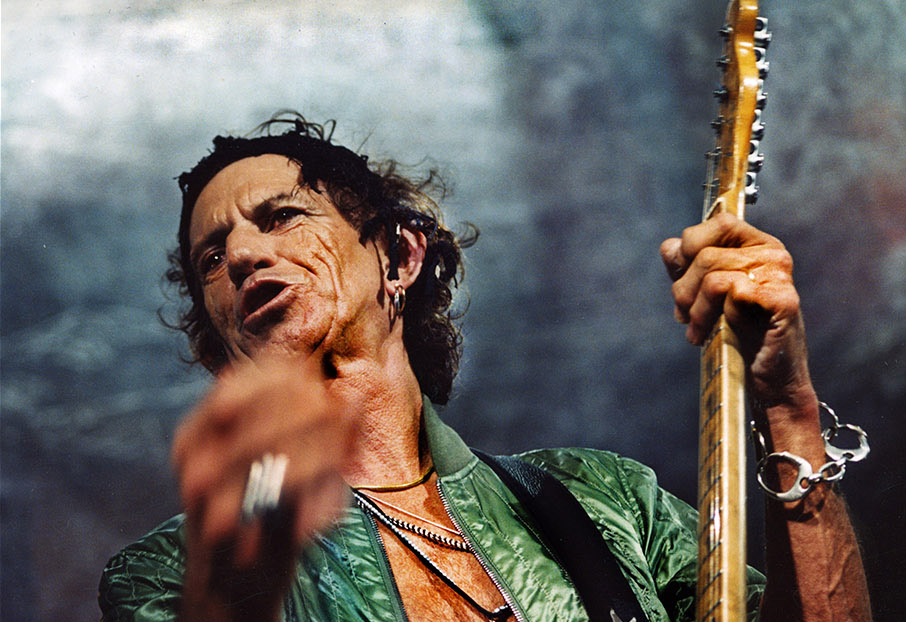
Rolling Stones koncert a Népstadionban (Vértes György felvétele)

- Wingless Angels (1997)
- Crosseyed heart (2015)

## Könyvek magyarul
- Victor Bockris: Keith Richards; ford. Tomori Gábor; Cartaphilus, Bp., 2007 (Legendák élve vagy halva)
- Keith Richards–James Fox: Élet; ford. Fencsik Tamás, Bus András; Cartaphilus, Bp., 2011
- The Rolling Stones 50. Mick Jagger, Keith Richards, Charlie Watts, Ronnie Wood; ford. Bálint Bianka; Showtime, Bp., 2012